# Čedomir Štrbac
Čedomir Štrbac (Beograd, 18. avgust 1940 — Beograd, 22. februar 2024
) bio je srpski pravnik, istoričar, univerzitetski profesor i ambasador Jugoslavije.

## Biografija
Diplomirao, završio postdiplomske studije i doktorirao na Pravnom fakultetu u Beogradu. Kao doktorant i stipendist francuske vlade proveo prvu polovinu 1969. godine na studijskom boravku i specijalizaciji u Parizu.
Radeći preko dvadeset godina u Institutu za savremenu istoriju, Institutu za međunarodnu politiku i privredu, Institutu za međunarodni radnički pokret (direktor Instituta 1976-1987) sudelovao u ostvarivanju većeg broja projekata istraživanja u oblasti međunarodnih odnosa, savremene istorije, radničkog pokreta i istorije i teorije socijalizma. Predavao na univerzitetima u Novom Sadu i Beogradu. U zvanje redovnog profesora izabran 1983. godine. Učestvovao na brojnim međunarodnim skupovima u zemlji i inostranstvu.
Objavio više studija, naučnih članaka, ogleda i drugih napisa u naučnim publikacijama, kao i u medijima – novinama, na radiju i televiziji.
U diplomatskoj službi jugoslovenske države proveo kao ambasador petnaest godina (1988—2002). Bio ambasador u Gabonu 1989-1992 (na nerezidencijalnoj osnovi akreditovan i u Ekvatorijalnoj Gvineji), Indiji 1997-2002 (na nerezidencijalnoj osnovi akreditovan i na Šri Lanki i Maldivima), a u međuvremenu kao ambasador u Saveznom ministarstvu inostranih poslova vodio službu za analizu i planiranje i interno diplomatsko informisanje. O svojim ambasadorskim misijama objavio i knjige Zapisi iz Indije 1997-2002 (2011) i Afrički zapisi 1988 – 1992 (2013).
Predavao je na Diplomatskoj akademiji Ministarstva spoljnih poslova i Forumu za diplomatiju i međunarodne odnose Pravnog fakulteta u u Beogradu, i bio specijalni savetnik za međunarodne odnose ECPD (Evropskog centra za mir i razvoj Univerziteta UN za mir) .

## Bibliografija

### Naucna dela
- 1975 - Jugoslavija i odnosi između socijalističkih zemalja: sukob KPJ i Informbiroa
- 1977 - Istorija socijalističke Jugoslavije, I-III, (u koautorstvu sa Brankom Petranovićem)
- 1982 - Koegzistencija i internacionalizam
- 1984 - Jugoslavija i odnosi između socijalističkih zemalja: sukob KPJ i Informbiroa (dopunjeno izdanje sa dokumentima)
- 1989 - Svedocanstva o 1948..  978-86-17-01075-9..

### Svedocenja iz diplomatskog zivota
- 2011 - Zapisi iz Indije 1997-2002.  978-86-6007-083-0.
- 2013 - Africki zapisi 1988-1992.  978-86-6007-121-9.

## Spoljasnje veze
Kongresna biblioteka